# Království Káší

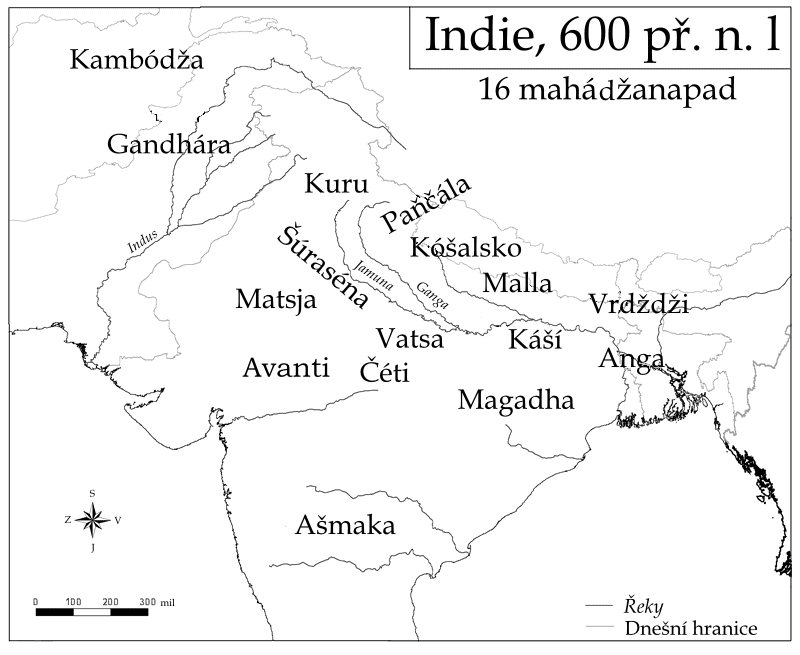
Mapa mahádžanapad, království Káší se nachází na severovýchodě

Království Káší bylo starověké království, které se rozprostíralo na severovýchodě indického subkontinentu v době, kdy žil Gautama Buddha (asi 563-483 př. n. l.). Leželo na břehu řeky Gangy, sousedilo se zemí Malla, Kóšalskem a Magadhou. Káší neustále soupeřilo v boji o moc se sousedním Kóšalskem až do doby, než na kóšalský trůn nastoupil král Prasénadžit, kterému se podařilo Káší porazit, začlenit ji do své říše a vybudovat tak regionální mocnost.
Hlavní město Varánásí bylo podle hinduistické tradice založeno samotným Šivou před pěti tisíci lety. Jeho skutečné stáří by však mělo být okolo třech tisíc let. Bylo jedním z hlavních náboženských center celé oblasti. Asi nejvýznamnějším pramenem, který poskytuje informace o Káší je Mahábharata, dále pak Rámájana, Rgvéda i Purány.